# Кистемакер, Иоанн-Иакинф
Иоанн-Иакинф Кистемакер (нем. Johann Hyacinth Kistemaker; 15 августа 1754, Нордхорн — 2 марта 1834, Мюнстер) — немецкий филолог.
Опубликовал: «De origine ас vi verborum deponentium ас mediorum» (1787); издал примечание к Фукидиду (1793) и «Canticum cauticorum illustratum ex hierographia orientalium» (1818); перевёл и издал с обширными комментариями священные книги Нового Завета (1818—1823, 1825—1826, 1845).